# Mei (imię)
Mei (jap. めい, メイ) – żeńskie imię japońskie.

## Możliwa pisownia
Mei można zapisać używając wielu różnych znaków kanji i może znaczyć m.in.:
- 芽生, „kiełkujące życie”[1]
- 芽衣, „pęd, odzież”
- 芽依, „pęd, zależny”
- 明依, „jasny, zależny”

## Znane osoby
- May Hashimoto (芽生), japońska piosenkarka R&B
- Mei Nagano (芽郁), japońska aktorka
- May Nakabayashi (芽依), japońska artystka popowa
- Mei Yamaguchi (芽生), japońska zawodniczka MMA

## Fikcyjne postacie
- Mei (メイ), bohaterka serii Arashi no yoru ni
- Mei (メイ), bohaterka manhi O-Parts Hunter
- Mei Aihara (芽衣), bohaterka mangi i anime Citrus
- Mei Kusakabe (メイ), bohaterka filmu anime Mój sąsiad Totoro
- Mei Misaki (鳴), bohaterka powieści, mangi i anime Another
- Mei Nakayama (芽衣), bohaterka gry i OVA Shinsō: Genmukan
- Mei Narusegawa (メイ), bohaterka serii Love Hina
- Mei Ogawa (芽衣), bohaterka mangi i anime Bamboo Blade
- Mei Sunohara (芽衣), bohaterka visual novel i anime Clannad
- Mei Yasumura (メイ), bohaterka mangi i anime Ouran High School Host Club
- Mei Yoneme (メイ), bohaterka anime Love Live! Superstar!!(inne języki)